# Артемисия II
Артемисия II Карийская (др.-греч. Ἀρτεμισία; умерла в 350 году до н. э.) — дочь Гекатомна, сестра и жена карийского правителя Мавсола. После смерти последнего правила Карией в течение 2-х лет (352—350 до н. э.), до своей смерти. Придерживалась принципов правления своего мужа, поддерживая, однако, партию олигархов на острове Родос.

## Биография
Артемисия стала известна в античном мире в основном из-за своей невероятной скорби по умершему супругу и брату Мавсолу. Говорили, что она подмешивала его прах в своё питьё, тем самым понемногу доведя себя до смерти. Артемисия призвала самых знаменитых риторов своего времени (Навкрата, Исократа, Теодекта и Феопомпа) для произнесения хвалебной эпитафии своему усопшему мужу. Для увековечения памяти Мавсола, Артемисия начала возводить в Галикарнасе великолепную гробницу, названную позже Антипатром Сидонским одним из Семи чудес света. С тех пор название гробницы Мавсола (мавзолей, др.-греч. μαυσωλεῖον) стало нарицательным для всех роскошных или по другим причинам значимых усыпальниц. Сама же царица так и не увидела окончания строительства мавзолея.
Для увековечивания своей победы над родосцами и захвата острова, Артемисия возвела на Родосе статую. После обретения независимости от Карии, родосцы закрыли доступ к статуе, за что она получила название «абатон» (др.-греч. ἄβᾰτος, «недоступный, непроходимый»).